# Улица Куколкина
Улица Куколкина — улица в Ленинском районе Воронежа. Проходит, прерываясь Кольцовской улицей, от Пушкинской улицы до улицы Революции 1905 года.
Протяжённость улицы около 1 км.

## История

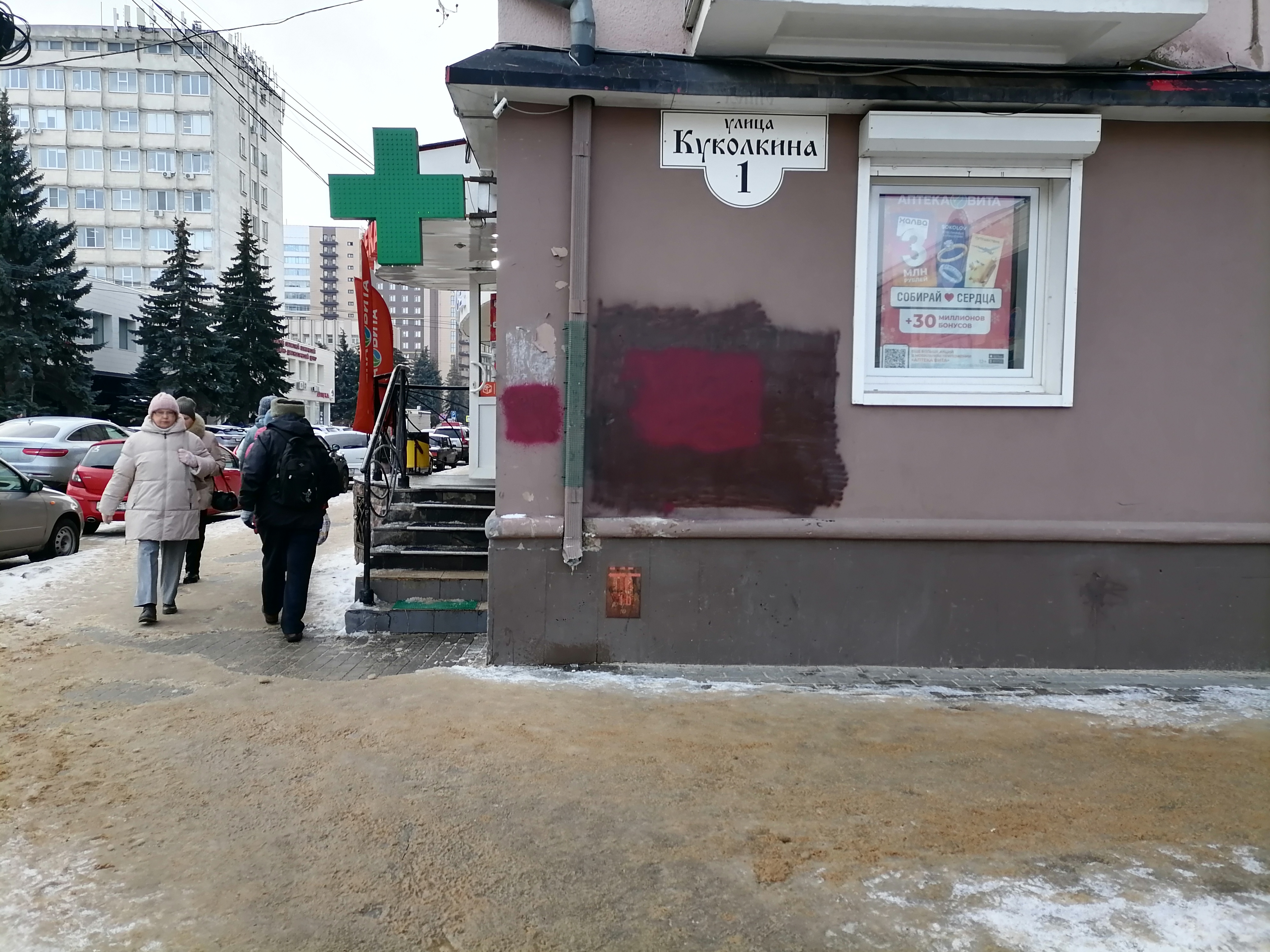

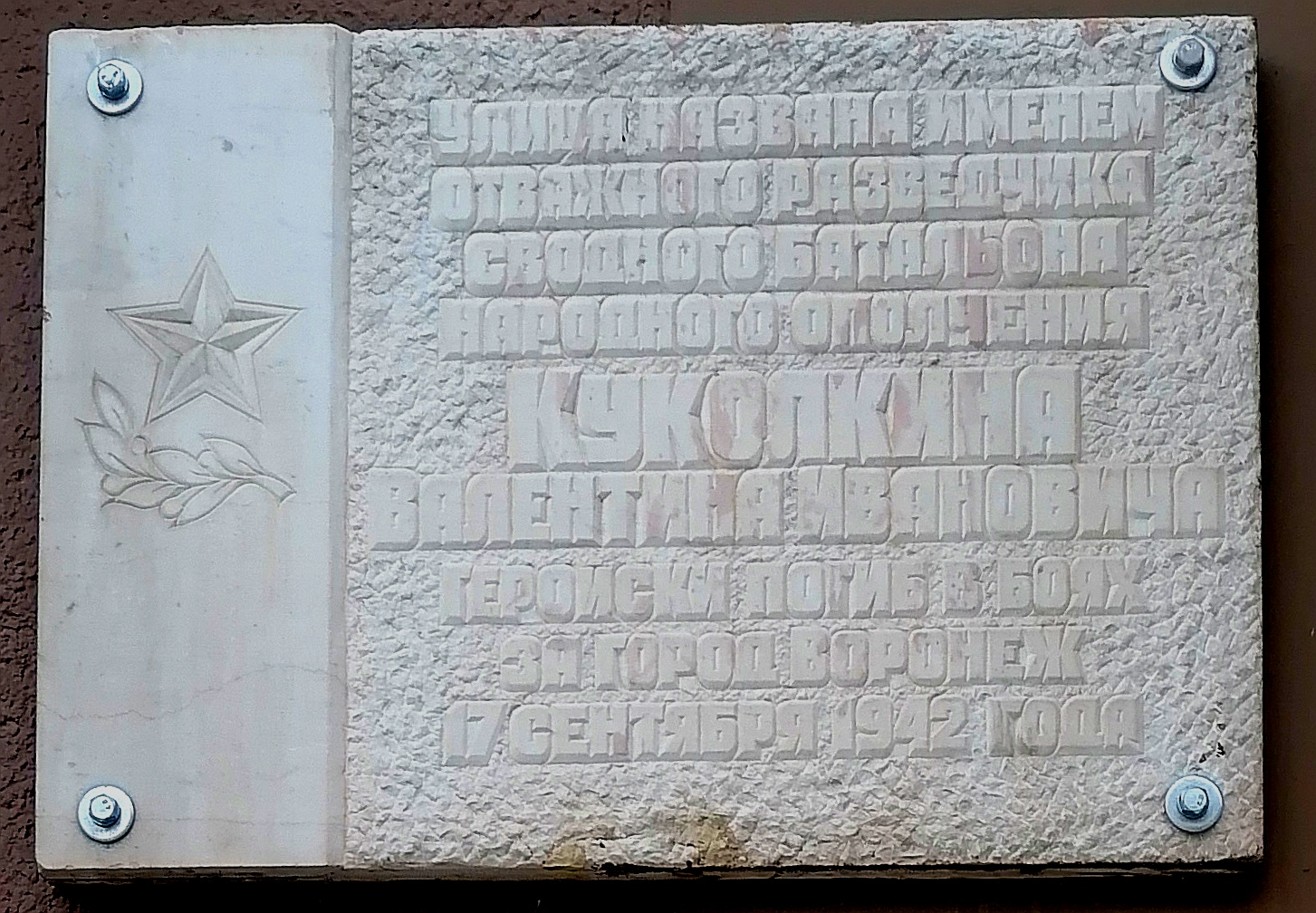
Мемориальная доска улицы

Участок улицы от Пушкинской до Кольцовской улицы проложен по генеральному плану 1774 года.
Историческое название улицы — Мало-Московская. Решение о переименовании в улицу Куколкина было принято в 1945 году.
Застройка улицы сильно пострадала в годы Великой Отечественной войны, полуразрушенная, вновь была отстроена после её окончания, в основном домами по типовым проектам, хотя сохранились и дома дореволюционной постройки.
Современное название, с 1952 года, в честь героя Великой Отечественной войны, сражавшегося в боях за Воронеж, Валентина Куколкин (1924—1942), погибшего 18 сентября 1942 года и похороненного в братской могиле № 1 (мемориал Чижовский плацдарм). Его фамилия «золотыми» буквами выбита на стене с именами героев, павших в боях за Воронеж
Улица имела и сохраняет торговый характер, в её районе находилась одна из главных торговых площадей города — Хлебная площадь, ныне на ней расположены новый центральный рынок (построен в 1971 году) и крупнейший в городе торговый центр (универмаг «Россия», 1986, ныне здесь — «Центр Галереи Чижова»).

## Достопримечательности
д. 7 — старейшее здание на улице (начало XVIII века)

## Известные жители
Валентин Куколкин
Николай Панин-Коломенкин